# Hildegardia mauritiicola
Hildegardia mauritiicola är en insektsart som beskrevs av Günther, K. 1974. Hildegardia mauritiicola ingår i släktet Hildegardia och familjen torngräshoppor. Inga underarter finns listade i Catalogue of Life.